# Rhydian Roberts

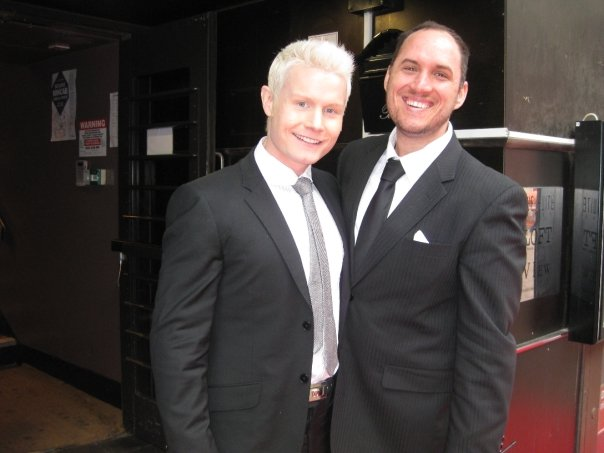
Rhydian (links) und Lord Jason Scott (2009)

Rhydian Roberts (* 14. Februar 1983 in Wales), bekannt als Rhydian, ist ein britischer Bariton.

## Biografie
In der Schule spielte Roberts lange Rugby, bevor er mit 14 bei einem Opernbesuch die klassische Musik für sich entdeckte. Seine Verletzungsanfälligkeit tat ein Übriges und er entschied sich fortan für Schulmusicals und Gesangsunterricht. Nach einem klassischen Gesangsstudium an der Universität von Birmingham trat er als Opernsänger auf und bekam einige Auszeichnungen.
Roberts bemühte sich darüber hinaus um einen Plattenvertrag und bewarb sich für Talentshows. Nachdem er bei der TV-Show Any Dream Will Do früh ausgeschieden war, nahm er 2007 an The X Factor teil. Der Bariton mit den auffälligen Peroxid-blonden Haaren war sehr erfolgreich und verlor erst im Finale gegen Leon Jackson. Daraufhin nahm ihn Sony unter Vertrag und Ende 2008 erschien sein Debütalbum, das seinen Vornamen als Titel trug. Es war sehr erfolgreich und erreichte Platz 3 der Albumcharts. Über eine halbe Million Exemplare verkaufte er davon und wurde dafür mit Platin ausgezeichnet.
Im Jahr darauf folgte das zweite Album des walisischen Sängers mit dem Titel O Fortuna, das erneut in die Albumcharts einstieg.

## Diskografie
Alben
- Rhydian (2008)
- O Fortuna (2009)
- Waves (2011)
- One Day Like This (2014)

EPs
- World in Union 2015 – EP (2015)

Singles
- The Impossible Dream (2008)